# Anna Bieleń-Żarska
Anna Bieleń-Żarska (* 22. Juli 1979 in Kędzierzyn-Koźle als Anna Żarska) ist eine ehemalige polnische Tennisspielerin.

## Karriere
Bieleń-Żarska begann im Alter von sieben Jahren mit dem Tennis.
Sie gewann während ihrer Karriere vier Einzel- und fünf Doppeltitel des ITF Women’s Circuits. Auf der WTA Tour sah man sie erstmals im Hauptfeld bei den Warsaw Cup by Heros 1996 im Einzel. Sie verlor ihr Erstrundenmatch gegen Karin Kschwendt mit 0:6 und 2:6.
Zwischen 1999 und 2003 spielte sie für die polnische Fed-Cup-Mannschaft, wo sie bei 13 Matches sechsmal siegreich war, davon je dreimal im Einzel und Doppel.

## Erfolge

### Einzel

#### Turniersiege
| Nr. | Datum          | Turnier  | Kategorie   | Belag | Finalgegnerin        | Ergebnis      |
| --- | -------------- | -------- | ----------- | ----- | -------------------- | ------------- |
| 1.  | September 1996 | Warschau | ITF $10.000 | Sand  | Zuzana Lesenarová    | 6:1, 6:3      |
| 2.  | September 1998 | Biograd  | ITF $10.000 | Sand  | Anastassija Myskina  | 6:4, 5:7, 7:6 |
| 3.  | Juni 1999      | Posen    | ITF $10.000 | Sand  | Stanislava Hrozenská | 7:5, 6:3      |
| 4.  | Juni 1999      | Sopot    | ITF $25.000 | Sand  | Magda Mihalache      | 6:2, 6:3      |

#### Finalteilnahmen
| Nr. | Datum         | Turnier          | Kategorie   | Belag           | Siegerin                     | Ergebnis       |
| --- | ------------- | ---------------- | ----------- | --------------- | ---------------------------- | -------------- |
| 1.  | Mai 1997      | Nitra            | ITF $10.000 | Sand            | Jana Macurová                | 4:6, 6:4, 3:6  |
| 2.  | Oktober 1997  | Jūrmala          | ITF $10.000 | Teppich (Halle) | Mirja Wagner                 | 4:6, 6:4, 1:6  |
| 3.  | August 1998   | Pilsen           | ITF $10.000 | Sand            | Libuše Průšová               | 4:6, 3:6       |
| 4.  | Oktober 1999  | Porto            | ITF $25.000 | Sand            | Dessislawa Topalowa          | 6:7, 6:4, 5:7  |
| 5.  | November 1999 | Rungsted         | ITF $10.000 | Teppich (Halle) | Nadseja Astrouskaja          | 4:6, 6:2, 3:6  |
| 6.  | Juni 2002     | Kędzierzyn-Koźle | ITF $10.000 | Sand            | Ana Lucía Migliarini de León | 6:2, 1:6, 6:74 |

### Doppel

#### Turniersiege
| Nr. | Datum         | Turnier          | Kategorie   | Belag           | Partnerin             | Finalgegnerinnen                      | Ergebnis      |
| --- | ------------- | ---------------- | ----------- | --------------- | --------------------- | ------------------------------------- | ------------- |
| 1.  | Dezember 1997 | Cascais          | ITF $10.000 | Teppich (Halle) | Kirstin Freye         | Angelika Bachmann Magda Mihalache     | 6:7, 6:0, 6:4 |
| 2.  | Juni 1998     | Kędzierzyn-Koźle | ITF $10.000 | Sand            | Katarzyna Teodorowicz | Milena Nekvapilová Hana Šromová       | 7:6, 6:1      |
| 3.  | März 1999     | Buchen           | ITF $10.000 | Teppich (Halle) | Adrienn Hegedűs       | Angelika Bachmann Lisa Fritz          | 6:4, 6:2      |
| 4.  | Juni 1999     | Kędzierzyn-Koźle | ITF $10.000 | Sand            | Katarzyna Teodorowicz | Aljona Bondarenko Walerija Bondarenko | 5:7, 6:4, 6:1 |
| 5.  | Juli 2002     | Toruń            | ITF $10.000 | Sand            | Lenka Tvarošková      | Zuzana Cerna Iveta Gerlová            | 7:5, 4:6, 6:4 |

#### Finalteilnahmen
| Nr. | Datum          | Turnier           | Kategorie   | Belag           | Partnerin              | Siegerinnen                             | Ergebnis      |
| --- | -------------- | ----------------- | ----------- | --------------- | ---------------------- | --------------------------------------- | ------------- |
| 1.  | August 1996    | Warschau          | ITF $10.000 | Sand            | Pavlina Bartunková     | Sally-Ann Cuttler Anna Klim             | 2:6, 6:2, 4:6 |
| 2.  | Oktober 1996   | Šiauliai          | ITF $10.000 | Teppich (Halle) | Katarzyna Teodorowicz  | Natalia Bondarenko Maryna Szez          | 1:6, 4:6      |
| 3.  | Juni 1997      | Bytom             | ITF $10.000 | Sand            | Katarzyna Teodorowicz  | Kateřina Kroupová Jana Ondrouchová      | 4:6, 2:6      |
| 4.  | August 1998    | Valašské Meziříčí | ITF $10.000 | Sand            | Katarzyna Teodorowicz  | Magdalena Kučerová Jana Pospíšilová     | 3:6, 6:4, 6:7 |
| 5.  | September 1998 | Zadar             | ITF $10.000 | Sand            | Libuše Průšová         | Camille Pin Ivana Višić                 | 6:73, 6:74    |
| 6.  | Juni 1999      | Doksy             | ITF $10.000 | Sand            | Rochelle Rosenfield    | Gabriela Navrátilová Milena Nekvapilová | 6:2, 3:6, 4:6 |
| 7.  | August 1999    | Valašské Meziříčí | ITF $10.000 | Sand            | Libuše Průšová         | Gabriela Navrátilová Petra Kučová       | 5:7, 6:2, 3:6 |
| 8.  | Juni 2000      | Marseille         | ITF $10.000 | Sand            | Swetlana Kriwentschewa | Alice Canepa Mariana Díaz Oliva         | 2:6, 3:6      |